# 男性ホルモン補充療法
男性ホルモン補充療法（だんせいホルモンほじゅうりょうほう）は、男性に対し、加齢とともに低下する男性ホルモンを補充する療法。主に男性更年期障害（後発性性腺機能低下症（LOH症候群））に対し、行われる。

## 概要
男性では精巣と一部は副腎で男性ホルモンであるテストステロンが作られ、骨や筋肉の形成、性機能、造血、脂質代謝、動脈硬化 の防止などに影響を与えている。テストステロンは、行動や精神面にも作用し、チャレンジ精神、集団の形成、競争心などに大きく影響する。太古より続く狩猟、縄張り争いをはじめ、仕事、ゲーム・スポーツでの達成感を求めるのはテストステロンの働きである。その他、ストレス反応の抑制やリスクを取る際の決断力への影響にも関係する。近年の研究では身体のエネルギー源である細胞小器官であるミトコンドリアの活性にも関与することが判明している。しかし、テストステロンは加齢に伴い分泌量が減少し、特に40代後半から50代前半に、うつ、性欲・性機能低下、骨粗鬆症、心血管疾患、内臓脂肪の増加、意欲の減退、発汗、ほてり、寝汗、疲労感、睡眠の質の悪化、人間関係が煩わしく感じるなどの症状を表す。これらの症状は、女性における更年期障害に対応する疾患として、LOH症候群（男性更年期障害、加齢男性性腺機能低下症候群）と呼ばれ、筋肉、骨量の減少に伴い健康リスクを高める。
患者の受診のきっかけは、EDや性欲、意欲の低下など精神面の症状のほか、不眠、筋肉痛、めまい、耳鳴りなどの身体症状を訴える場合が多い。心療内科などで長年、抗うつ薬や抗不安薬を処方されているが、良くならない患者なども多く、男性ホルモン補充療法が劇的に効果をあらわすケースも多い。この場合、精神面からの投薬も並行して行う治療が重要である。LOH症候群の症状は様々だが、うつ病の症状とかなり重複する。
2006年時で、アメリカ合衆国では約400万人が男性ホルモン補充療法を受けているが、日本ではまだ2万人に過ぎない。日本でホルモン補充療法が普及しない理由として、順天堂大学教授の堀江重郎は、日本には隠居文化があり、男性は年齢とともに次第に"丸く穏やかになる"のがよしとされ、自然な老化現象に治療は不要とする風潮があることを指摘している。

## 診断・治療
テストステロン値が一定の値よりも低い状態をLOH症候群（加齢男性性腺機能低下症候群）と診断し、男性ホルモン補充療法がおこなわれる。日本では独自の基準が設定され、遊離テストステロン8.5 pg/ml未満が治療適応、8.5から11.8pg/mlはボーダーラインとなっているが、これはあくまでも目安であって、テストステロンの値自体と症状の重症度が相関しないたことから、実際は以前の状態からどの程度減少したかが考慮される。その他、食事療法、エクササイズ、マインドフルネス、リラクゼーションなどの治療が有効である。
男性ホルモン補充療法には、筋肉注射のほか、内服薬もあるが、日本では内服薬は承認されていない。ジェル剤を使った経皮処方もあるが、日本では保険診療になるのは1980年代に承認された筋肉注射剤のみで、ゲル剤は自由診療になる。これに対し、アメリカでは塗り薬、クリーム、ジェルが多く使用される。大東製薬工業株式会社の塗り薬製品では、吸収率の高い陰嚢への塗布が推奨されている。
筋肉注射による治療では、テストステロン製剤を2-4週間に1回、腕や尻の筋肉に注射する。3か月間程度行って効果を確認し、効果がある場合は1年間を目安に継続する。約70%の患者に効果があり、1回で効果が出る場合や3か月ほどかけて徐々に改善するケースなど様々である。医師は、最初に他の病気の可能性がないかのスクリーニングを行う。
男性ホルモン補充療法を行っても効果が現れない場合は、うつ病、脳の下垂体や甲状腺の病気などが疑われるため、精神科や心療内科、脳神経内科、内分泌科での治療が検討される。臨床現場では、酒・タバコを控え、運動をする習慣を持つようになった患者は回復し、諸症状も改善する傾向が高いといわれる。
漢方薬では、ストレスがあると分泌されるコルチゾールホルモンや、コルチゾールの分泌を促す副腎皮質刺激ホルモンの分泌を低下させる作用がある補中益気湯が有効。その他、男性ホルモンの一種であるDHEAの分泌を高める働きのある八味地黄丸、コルチゾールの分泌を低下させることで、テストステロンの分泌を高める作用がある柴胡加竜骨牡蛎湯が使用される。
また、男性ホルモンは夜間に作られるため、睡眠時無呼吸症候群がないかどうかの確認、睡眠の質の向上が重要である。

## 副作用・禁忌
- 肝機能異常の副作用がまれにある。前立腺がん、乳がんの場合はがんを進行させる可能性があるため、原則治療不可である。肝硬変では肝臓に負担がかかる可能性があるため対象外となる[6]。
- テストステロンの長期間の補充により、精巣が自分で男性ホルモンを作ろうとする働きが少なくなり精子を作る機能が抑制され、男性不妊の原因となる。これを防止するためには、女性ホルモンの一種であるhCGホルモンを併用し、テストステロンの分泌を促す[6][3][4]中止後に精子数が元の値以上に回復するケースもある[4]。
- テストステロン値が低い場合、リスクや副作用はほぼない。しかしテストステロンが低くない場合や投与量が多い場合は、多血症になることがあり定期的な採血検査が必要である[6]。
- 睡眠時無呼吸症候群がある場合は、症状が悪化する可能性がある[6]。
- その他の副作用として、精巣萎縮、前立腺癌、前立腺肥大症、女性化乳房、肝機能障害、睡眠時無呼吸、浮腫などがある[4]。